# Paris-Roubaix 1959
La 57e édition de la course cycliste Paris-Roubaix a eu lieu le 12 avril 1959 et a été remportée par le Belge Noël Foré.

## Classement final
|    | Cycliste         | Équipe            | Temps           |
| -- | ---------------- | ----------------- | --------------- |
| 1  | Noël Foré        | Groene Leeuw      | 6 h 08 min 20 s |
| 2  | Gilbert Desmet   | Faema             | + 0 s           |
| 3  | Marcel Janssens  | Flandria-Dr. Mann | + 0 s           |
| 4  | Rik Van Looy     | Faema             | + 57 s          |
| 5  | Tino Sabbadini   | Mercier           | + 57 s          |
| 6  | Alfred De Bruyne | Peugeot-BP-Dunlop | + 57 s          |
| 7  | Frans de Mulder  | Groene Leeuw      | + 57 s          |
| 8  | Leon van Daele   | Flandria-Dr. Mann | + 1 min 04 s    |
| 9  | Frans Aerenhouts | Mercier           | + 1 min 04 s    |
| 10 | Raymond Impanis  | Elve-Peugeot      | + 1 min 04 s    |